# آسمان (هفته‌نامه)
آسمان هفته‌نامه خبری–تحلیلی سیاسی، اقتصادی، اجتماعی، فرهنگی بود که از آبان۱۳۹۰ تا بهمن ۱۳۹۲ در تهران منتشر می‌شد. صاحب‌امتیاز و مدیرمسئول این مجله عباس بزرگمهر بود و سردبیری آن نیز بر عهده محمد قوچانی بود. حامی مالی این مجله نیز غلامحسین کرباسچی بود.
انتشار این هفته‌نامه با دریافت مجوز تغییر نحوه انتشارش از هفته‌نامه به روزنامه، با روزنامه‌ای با همین نام ادامه یافت.

## خط مشیآسمان
این هفته‌نامه را گروهی از روزنامه‌نگاران اصلاح‌طلب که در هفته‌نامه‌های شهروند امروز، ایران‌دخت و همچنین ماهنامه مهرنامه و تجربه فعالیت می‌کردند، منتشر می‌کنند. خط مشی ایران‌دخت شباهت و نزدیکی بسیاری با سیاست‌های آن هفته‌نامه‌ها دارد.
در این هفته‌نامه یادداشت‌ها، گفتگوها و گزارش‌های متعددی در زمینه‌های سیاست، اقتصاد، جامعه و فرهنگ منتشر می‌شود.

## تحریریه آسمان
سردبیر این هفته‌نامه محمد قوچانی است. همچنین اکبر منتجبی، محسن آزرم، هادی خسروشاهین، محمد طاهری، مهدی یزدانی‌خرم، علیرضا غلامی، محمدحسین باقی، سعید جعفری پویا، مهدی میرمحمدی، بهراد مهرجو، مهدی قدیمی و مریم باقی از جمله دبیران و گزارشگران بخش‌های سیاسی، فرهنگی و اجتماعی این هفته‌نامه بودند.

## حاشیه‌ها
مهدی کوچک‌زاده با خبرنگار آسمان در رستوران مجلس شورای اسلامی درگیر شد و گفت: «قوچانی از سگ مرتضوی هم کمتر است.» او بعداً منتشرکنندگان این خبر را تفاله، شارلاتان، فاسد، دروغ‌پرداز و هتاک خواند.
روزنامه تهران امروز در واکنش به گزارش هفته‌نامه آسمان درباره فعالیت انتخاباتی محمدباقر قالیباف برای انتخابات ریاست‌جمهوری سال ۱۳۹۲ نوشت:
«متهمان و بازداشت‌شدگان حوادث پس از انتخابات ریاست جمهوری سال ۱۳۸۸ در این هفته‌نامه فعالیت می‌کنند و برخی عناصر دخیل در فتنه اسپانسر مالی این نشریه هستند.»

## هجوم نیروهای امنیتی به تحریریهآسمان
نیروهای امنیتی یکشنبه هشتم بهمن ۱۳۹۱ به تحریریه هفته‌نامه آسمان وارد شدند و ضمن بازداشت اکبر منتجبی در آنجا، گوشی‌های تلفن همراه و برخی از وسایل شخصی روزنامه‌نگاران را بازرسی کردند.
حسین یاغچی و محمدجواد روح از اعضای تحریریه این هفته‌نامه نیز در روزهای بعد بازداشت شدند.

## خبر توقیف و انتشار مجدد
اوایل اسفند ۱۳۹۱ شایعه توقیف این هفته‌نامه منتشر شد. سردبیر این مجله خبر توقیف آن را تکذیب کرد ولی گفت آسمان بنا به ملاحظاتی فعلاً منتشر نخواهد شد. این هفته نامه از تیر ۱۳۹۲ بار دیگر انتشار خود را از سر گرفت و این بار نام قوچانی نیز در شناسنامه مجله به عنوان سردبیر ذکر شد.

## توقیف مجدد به دلیل توهین به مقدسات
این روزنامه پس از شش شماره دوباره در بهمن ماه ۱۳۹۲ توقیف شد.
همچنین مدیر مسئول آن عباس بزرگمهر برای پاره توضیحات روانه زندان اوین شد.